# Nemomydas gruenbergi
Nemomydas gruenbergi is een vliegensoort uit de familie Mydidae. De wetenschappelijke naam van de soort is, geplaatst in het geslacht Leptomydas, voor het eerst geldig gepubliceerd in 1914 door Hermann.
De soort komt voor in Japan en Taiwan.